# Triin Ojaste
Triin Ojaste (* 14. März 1990 in Tartu, damals Estnische Sozialistische Sowjetrepublik, Sowjetunion) ist eine ehemalige estnische Skilangläuferin.

## Werdegang
Triin Ojaste ist die Tochter des Biathleten Kalju Ojaste. Sie lebt in Otepää und startete für den Oti Sportclub. Die Schülerin trat international erstmals 2007 bei einem Rennen des Scandinavia-Cup an und wurde in Jõulumäe 30. eines 5-Kilometer-Rennen. Bis zu den Junioren-Weltmeisterschaften 2008 in Val Venosta startete die Estin vorrangig in dieser Rennserie. Bei der WM kam sie auf den 34. Platz im Sprint, wurde 61. über 10 Kilometer und erreichte mit der Staffel den 14. Platz. Ihr erstes Skilanglauf-Weltcup-Rennen bestritt Ojaste im November 2008 in Kuusamo und wurde dort 62. im Sprint. Danach erreichte sie in drei FIS-Rennen in Lapinlahti drei einstellige Platzierungen. Es waren Ojastes erste internationale Top-Ten-Resultate. Recht gute Resultate brachte die Junioren-WM 2009 in Le Praz-de-Lys-Sommand. Mit Rang 13 im Sprint und Platz 12 in der Verfolgung erreichte die Estin ihre besten Junioren-WM-Resultate. Hinzu kam ein 31. Platz über 5 Kilometer. Nach der Junioren-WM wurde Ojaste auch für die Nordische Skiweltmeisterschaften 2009 in Liberec nominiert. In Tschechien erreichte sie den 37. Platz im Sprint und kam mit der Staffel auf den 15. und damit letzten Rang. Zu Beginn der Saison 2009/10 gelang Ojaste in Düsseldorf erstmal der Einzug in die Finalläufe bei einem Sprintwettbewerb. Mit dem 23. Platz gewann sie erstmals in ihrer Karriere Weltcuppunkte. Dies war ihre beste Platzierung im Weltcupeinzel und sicherte ihr die Nominierung für die Olympischen Spiele 2010 in Vancouver. Dort scheiterte die jüngste Teilnehmerin des estnischen Olympiateams im Sprintwettbewerb jedoch als 37. knapp an der Qualifikation für die Finalläufe. Im Teamsprint schied sie mit Kaija Udras im Halbfinale aus und belegte den 15. Platz. Bei den Juniorenweltmeisterschaften 2010 in Hinterzarten belegte sie im Sprint den 15. Platz. Über 5 Kilometer klassisch wurde sie 13. und 39. im Verfolgungswettbewerb. Bei einem Vorbereitungswettkampf zur Saison 2010/11 in Muonio gewann Ojaste sowohl die Qualifikation als auch den Finallauf. Beim Weltcup in Düsseldorf zog sie erneut in das Viertelfinale ein und wurde 29. Bei der Nordischen Skiweltmeisterschaften 2011 im norwegischen Oslo verpasste sie als 34. die Qualifikation für die Finalläufe des Sprintwettbewerbs. Im Teamsprint schied sie zusammen mit Piret Pormeister im Halbfinale aus und belegt den 11. Rang. Zu Beginn der Saison 2011/12 erreichte sie sowohl in Kuusamo als auch in Düsseldorf das Viertelfinale. In der Saison 2012/13 und 2013/14 trat sie  vorwiegend beim Scandinavian Cup an. Ihre besten Platzierungen bei den nordischen Skiweltmeisterschaften 2013 in Val di Fiemme waren der 13. Platz mit der Staffel und der 25. Rang im Sprint. Bei den Olympischen Winterspielen 2014 in Sotschi erreichte sie den 45. Platz über 10 km klassisch und den 48. Platz im Sprint. In den folgenden Jahren belegte sie bei den nordischen Skiweltmeisterschaften 2015 in Falun den 13. Platz mit der Staffel und startete im Februar 2017 in Otepää letztmals im Weltcup, wobei sie den 57. Platz im Sprint errang.

## Teilnahmen an Weltmeisterschaften und Olympischen Winterspielen

### Olympische Spiele
- 2010 Vancouver: 37. Platz Sprint klassisch
- 2014 Sotschi: 42. Platz 10 km klassisch, 47. Platz Sprint Freistil

### Nordische Skiweltmeisterschaften
- 2009 Liberec: 14. Platz Staffel, 36. Platz Sprint Freistil
- 2011 Oslo: 11. Platz Teamsprint klassisch, 34. Platz Sprint Freistil, 48. Platz 10 km klassisch
- 2013 Val di Fiemme: 13. Platz Staffel, 15. Platz Teamsprint Freistil, 25. Platz Sprint klassisch
- 2015 Falun: 13. Platz Staffel

## Platzierungen im Weltcup

### Weltcup-Statistik
Die Tabelle zeigt die erreichten Platzierungen im Einzelnen.
- 1.–3. Platz: Anzahl der Podiumsplatzierungen
- Top 10: Anzahl der Platzierungen unter den ersten zehn
- Punkteränge: Anzahl der Platzierungen innerhalb der Punkteränge
- Starts: Anzahl gelaufener Rennen in der jeweiligen Disziplin
- Hinweis: Bei den Distanzrennen erfolgt die Einordnung gemäß FIS.

| Platzierung         | Distanzrennen a | Distanzrennen a | Distanzrennen a | Distanzrennen a | Distanzrennen a | Skiathlon Verfolgung | Sprint | Etappen- rennen b | Gesamt | Team c | Team c  |
| Platzierung         | ≤ 5 km          | ≤ 10 km         | ≤ 15 km         | ≤ 30 km         | > 30 km         | Skiathlon Verfolgung | Sprint | Etappen- rennen b | Gesamt | Sprint | Staffel |
| ------------------- | --------------- | --------------- | --------------- | --------------- | --------------- | -------------------- | ------ | ----------------- | ------ | ------ | ------- |
| 1. Platz            |                 |                 |                 |                 |                 |                      |        |                   |        |        |         |
| 2. Platz            |                 |                 |                 |                 |                 |                      |        |                   |        |        |         |
| 3. Platz            |                 |                 |                 |                 |                 |                      |        |                   |        |        |         |
| Top 10              |                 |                 |                 |                 |                 |                      |        |                   |        |        |         |
| Punkteränge         |                 |                 |                 |                 |                 |                      | 5      |                   | 5      | 4      |         |
| Starts              | 6               | 2               |                 |                 |                 | 3                    | 32     |                   | 43     | 4      |         |
| Stand: Karriereende |                 |                 |                 |                 |                 |                      |        |                   |        |        |         |

### Weltcup-Gesamtplatzierungen
| Saison  | Gesamt | Gesamt | Sprint | Sprint |
| Saison  | Punkte | Platz  | Punkte | Platz  |
| ------- | ------ | ------ | ------ | ------ |
| 2009/10 | 8      | 109.   | 8      | 77.    |
| 2010/11 | 1      | 124.   | 1      | 87.    |
| 2011/12 | 10     | 88.    | 10     | 59.    |